# Argulus tientsinensis
Argulus tientsinensis is een visluizensoort uit de familie van de Argulidae. De wetenschappelijke naam van de soort is voor het eerst geldig gepubliceerd in 1956 door Ku & Wang.